# Berg (Estado)
El ducado de Berg (en latín: Ducatus Montensis o Ducatus Bergensis; en alemán: Herzogtum Berg) fue un territorio de la margen derecha del Sacro Imperio Romano de la nación alemana. Era parte del círculo imperial de Baja Renania-Westfalia y fue un Landstände. Existió como condado desde el siglo XI hasta 1380  y más aún, hasta 1806, como ducado de Berg, luego de unos años en forma muy alterada como Gran Ducado. Berg estuvo mucho tiempo unido con el ducado de Jülich y alternativamente con otros territorios en unión personal. La sede del poder fue inicialmente Burg Berge, en Altenberg, desde 1133 Schloss Burg, y desde finales del siglo XIV en el castillo de Düsseldorf. 
Corresponde con el actual estado de Renania del Norte-Westfalia de Alemania.

## Historia

### Ascenso
Los condes de Berg emergieron en 1101 como una línea menor de la dinastía de los Ezzonen, que tenía sus orígenes en el reino de Lotaringia en el siglo IX, y en el siglo XI se convirtió en la más poderosa familia del bajo Rin. En 1160 el territorio se dividió en dos porciones, una de ellas después se convirtió en el condado de la Mark, que volvió a las posesiones de la línea familiar en el siglo XVI. En 1280 los condes trasladaron su corte de Schloss Burg junto al río Wupper a la población de Düsseldorf. El más poderoso de los primeros gobernantes de Berg, el conde Engelberto II de Berg, murió asesinado el 7 de noviembre de 1225. El conde Adolfo V de Berg vendió en 1283 sus derechos al Ducado de Limburgo a Juan I de Brabante y luchó luego junto a este en la batalla de Worringen contra los Güeldres en 1288.
El poder de Berg creció sucesivamente en el siglo XIV. El Condado de Jülich se unió al Condado de Berg en 1348, y en 1380 el emperador Wenceslao elevó el condado de Berg al rango de ducado, originando así el Ducado de Jülich-Berg.

### Problemas de sucesión

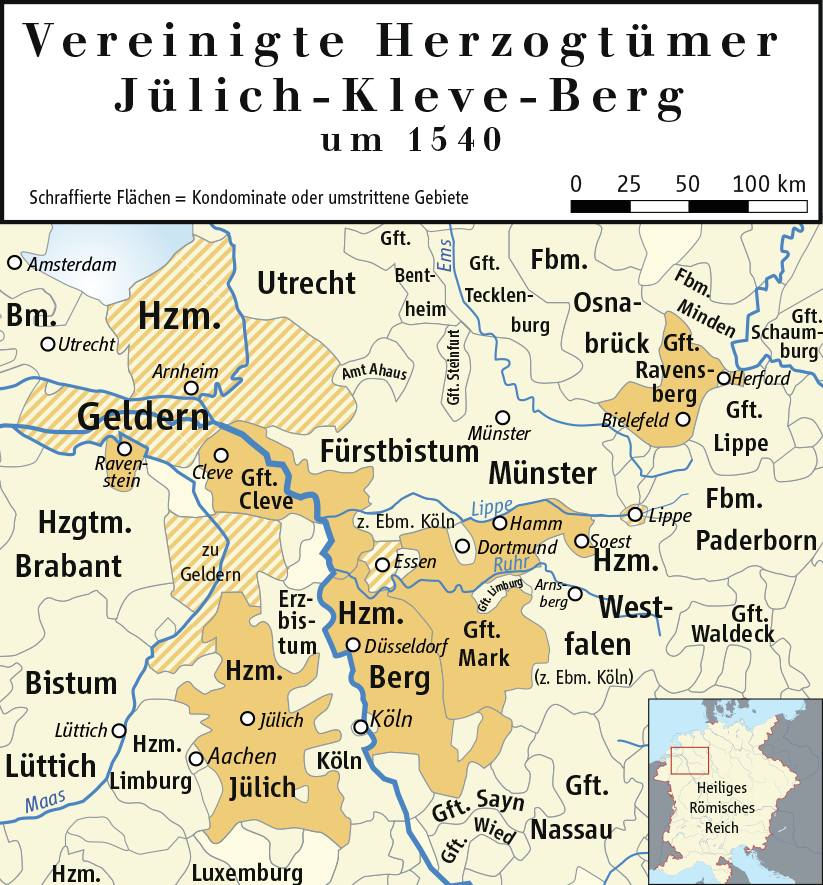
Mapa de los Ducados Unidos de Jülich-Cléveris-Berg alrededor de 1540.

En 1509, Juan III de Cléveris, realizó un matrimonio estratégico con Maria von Geldern, hija del Duque Guillermo IV de Jülich-Berg, que se convirtió en heredera de los Estados de su padre: Jülich, Berg y el Condado de Ravensberg, que bajo las leyes sálicas del Sacro Imperio Romano Germánico pasaban al marido de la hija heredera (las mujeres no podían mantener posesiones excepto a través del marido o un custodio). Con la muerte de su padre en 1521, los Duques de Júlich-Berg se extinguieron, y el Estado quedó así bajo el gobierno de Juan III, Duque de Cléveris —junto con sus posesiones personales, el Condado de la Marck y el Ducado de Cléveris (Kleve) en unión personal. Como resultado de esta unión, los duques de los Ducados Unidos de Jülich-Cléveris-Berg controlaron gran parte del actual estado federado de Renania del Norte-Westfalia, con la excepción de los Estados clericales del Arzobispado de Colonia y el Obispado de Münster.
Sin embargo, la nueva dinastía ducal también se extinguió en 1609, cuando el último duque murió loco. Esto condujo a una larga disputa sobre la sucesión de varios territorios antes de la partición de 1614: el Conde del Palatinado-Neoburgo, Wolfgang Guillermo que se había convertido al catolicismo, se anexó Jülich y Berg; mientras que La Marck y Cléveris cayeron en manos de Juan Segismundo I de Brandeburgo, que subsecuentemente también se convirtió en Duque de Prusia. Tras la extinción de la dinastía mayor gobernante del Palatinado en 1685, la línea de Neoburgo heredó el Electorado y generalmente hicieron de Düsseldorf su capital hasta que el Elector Palatino también heredó el Electorado de Baviera en 1777.

### Revolución francesa, Gran Ducado de Berg

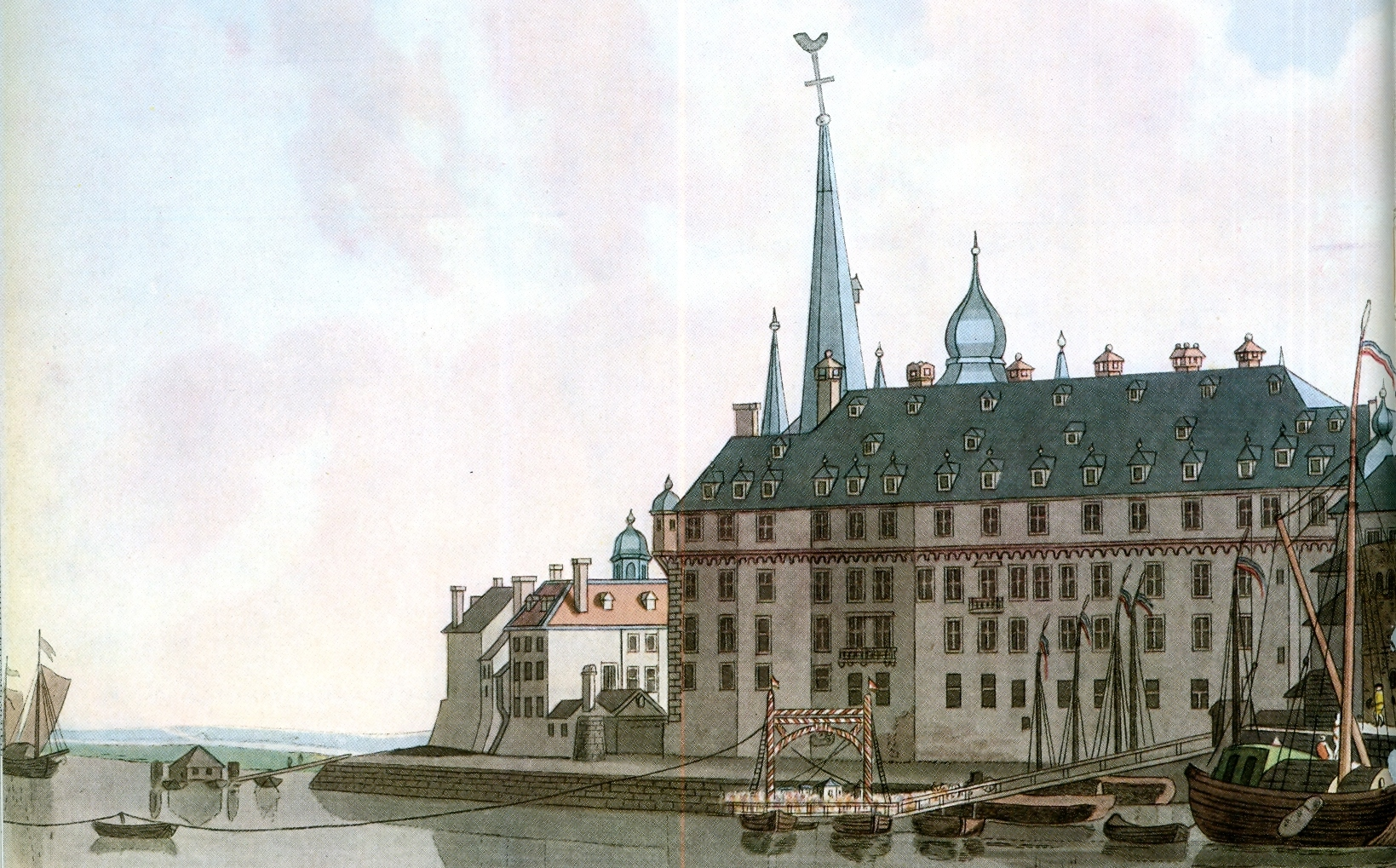
El palacio en Düsseldorf, grabado en cobre de 1798 por Laurenz Janscha. El palacio sufrió un incendio en 1872.

La ocupación francesa (1794-1801) y la anexión (1801) de Jülich (en francés: Juliers) durante las guerras revolucionarias francesas separaron los dos ducados de Jülich y Berg, y en 1803 Berg se separó de los otros territorios bávaros y quedó bajo gobierno de la línea menor de los Wittelsbachs. En 1806, durante la reorganización de los territorios alemanes tras el final del Sacro Imperio Romano Germánico, Berg se convirtió en el Gran Ducado de Berg, bajo el gobierno del cuñado de Napoleón, Joaquín Murat. El escudo de armas de Murat combinaba el león rojo (gules) de Berg con las armas del ducado de Cléveris. El ancla y los bastones en el escudo de armas provenían de la posición de Murat como Gran Almirante y Mariscal del Imperio. Como marido de la hermana de Napoleón, Murat también tenía el derecho de usar el águila imperial.
En 1809, un año después de la promoción de Murat de Gran Duque de Berg a rey de Nápoles, el sobrino de Napoleón, el joven príncipe Napoleón Luis Bonaparte (1804-1831, el hijo mayor del hermano de Napoleón, Luis Bonaparte, rey de Holanda) se convirtió en Gran Duque de Berg; la burocracia francesa administró el territorio en nombre del niño. La corta existencia del Gran Ducado finalizó con la derrota de Napoleón en 1813 y los acuerdos de paz que prosiguieron.

### Provincia de Jülich-Cléveris-Berg
En 1815, después del Congreso de Viena, Berg pasó a formar parte de una provincia del reino de Prusia: la Provincia de Jülich-Cléveris-Berg. En 1822 esta provincia se unió con el Gran Ducado del Bajo Rin para formar la Provincia del Rin.

## Gobernantes de Berg

El Gran Ducado de Berg (1806-1813), dentro de la Confederación del Rin.

Escudo de armas del Gran Ducado de Berg.

### Casa de Ezzonen
- Germán I "Pusillus", conde palatino de Lotaringia
- Adolfo I de Lotaringia, corregidor (Vogt) de Deutz
- Adolfo II de Lotaringia, corregidor de Deutz

### Casa de Berg
- 1077-1082 Adolfo I de Berg, 1r conde de Berg
- 1082-1093 Adolfo II de Berg-Hövel (Huvili), conde de Berg
- 1093-1132 Adolfo III, conde de Berg
- 1132-1160 Adolfo IV, conde de Berg
- 1160-1189 Engelberto I, conde de Berg
- 1189-1218 Adolfo VI, conde de Berg
- 1218-1225 Engelberto II de Berg, Arzobispo de Colonia, Regente de Berg
- 1218-1248 Irmgard, cabeza heredera de Berg

### Casa de Limburgo
- 1218-1247 Enrique IV, Duque de Limburgo, Conde de Berg
- 1247-1259 Adolfo VII, conde de Limburgo, Conde de Berg
- 1259-1296 Adolfo VIII
- 1296-1308 Guillermo I
- 1308-1348 Adolfo IX

### Casa de Jülich(-Heimbach), Condes
– en unión con Ravensberg –
- 1348-1360 Gerardo
- 1360-1380 Guillermo II; se convirtió en duque en 1380

### Casa de Jülich(-Heimbach), Duques
– en unión con Ravensberg (excepto 1404-1437) y después de 1423 en unión con el ducado de Jülich –
- 1380-1408 Guillermo I
- 1408-1437 Adolfo
- 1437-1475 Gerardo
- 1475-1511 Guillermo II

### Casa de La Marck, Duques
– Desde 1521 forma parte de los Ducados Unidos de Jülich-Cléveris-Berg–
- 1511-1539 Juan
- 1539-1592 Guillermo III
- 1592-1609 Juan Guillermo I

### Casa de Wittelsbach, Duques
– en unión con Jülich y Palatinado-Neuburg, desde 1690 también con el Electorado del Palatinado, desde 1777 también con Baviera–
- 1614-1653 Wolfgang Guillermo
- 1653-1679 Felipe Guillermo
- 1679-1716 Juan Guillermo II
- 1716-1742 Carlos Felipe
- 1742-1799 Carlos Teodoro
- 1799-1806 Maximiliano José
  - 1803-1806 Guillermo del Palatinado-Zweibrücken-Birkenfeld-Gelnhausen, Duque de Baviera (administrador)

### Grandes Duques franceses
- 1806-1808 Joaquín Murat
- 1808-1809 Napoleón Bonaparte
- 1809-1813 Napoleón Luis Bonaparte (bajo la regencia de Napoleón Bonaparte)

## Escudo de armas
El escudo de armas histórico de Berg muestra un león rampante de gules (rojo) con doble cola cruzada, linguado, unglado y coronado en azur (azul), en campo de plata (blanco). El león proviene de Holanda, de las armas del duque de Limburgo, ya que el título de Berg cayó en manos de la línea de Limburgo en el siglo XIII.